# VV de Lauwers
VV de Lauwers is een amateurvoetbalvereniging uit Warfstermolen, gemeente Noardeast-Fryslân, provincie Friesland, Nederland. De vereniging werd opgericht op 25 maart 1955 en maakte oorspronkelijke deel uit van SV de Lauwers, waar ook de korfbalvereniging KV de Lauwers en een volleybalvereniging toebehoorden. Inmiddels bestaat alleen de voetbalafdeling nog. Het eerste elftal speelt zijn thuiswedstrijden op Sportcomplex 't Meertenust in de Vijfde klasse B zaterdag (2024/25).
Naast Warfstermolen komen de leden overwegend uit de Friese en Groninger dorpen Burum, Visvliet, Kollumerpomp, Pieterzijl en Munnekezijl. De velden en het clubgebouw van de vereniging zijn te vinden in de buurtschap Halfweg.
Aan de basis van het tenue en het logo van de club staat de grens rivier: De Lauwers. Het thuisshirt bestaat uit een blauwe baan, symbool voor de rivier De Lauwers, op een witte ondergrond. De clubvlag kreeg dezelfde kleuren: twee witte banen en een blauwe in het midden. In de bovenste witte baan is een ‘pompeblêd’ in het rood aangebracht als symbool voor de Friese kant van De Lauwers en in de onderste witte baan is een rood hartje opgenomen dat de Groninger kant – de Ommelanden –  symboliseert.   De vlag is, als Lauwerszeevlag, ontworpen door meester Van Kuiken in samenwerking met de ‘Fryske Ried foar Heraldyk’ welke gebruikt werd bij de afsluiting van de Lauwerszee en met een aanpassing in de blauwe baan zou die vlag voortaan ook clubvlag van ‘De Lauwers’ worden. In de blauwe baan zijn twee ringen in geel aangebracht als symbool van de twee afdelingen van de sportvereniging: korfbal en voetbal. In het verleden waren dit oorspronkelijk drie ringen, waarvan de laatste voor de volleybalvereniging. 
Het Dijkstra Toernooi is een jaarlijks terugkerend amateurvoetbaltoernooi dat plaatsvindt op het Sportcomplex van VV de Lauwers.

## Gloriejaren 1996 - 2002
De voetbalvereniging kent zijn gloriejaren in de periode 1996 tot en met 2002. Na de opheffing van alle onderbonden van de KNVB, waaronder de Friesche Voetbalbond, in 1996 werd De Lauwers ingedeeld in klasse 4B.
Het eerste seizoen in deze klasse wist De Lauwers derde te eindigen en daarmee te promoveren naar de 3e klasse. Hier voetbalde de vereniging uiteindelijk vier seizoenen, met als hoogte punt het kampioenschap in het seizoen 1999 - 2000 onder trainer Jacob Zwart. Hiermee promoveerde De Lauwers naar de 2e klasse van de KNVB, een prestatie die daarna niet meer geëvenaard is. De 2e klasse bleek te hoog gegrepen, De Lauwers werd twaalfde, het seizoen erna werd ook in de 3e klasse de 12e plaats behaald waardoor de club in twee jaar tijd van de 2e naar de 4e klasse zakte.

## Competitieresultaten 1963–2024
| 5 2D |

|  |

| 5 2C |

| 6 2D |

| 8 2C |

|  |

| 7 2B |

| 3 2B |

| 3 2B |

| 1 2B |

| 10 1B |

| 7 1B |

| 9 1B |

| 11 1B |

| 7 2B |

| 9 2B |

| 5 2B |

| 11 2B |

| 12 2B |

| 7 2B |

| 4 2B |

| 2 2B |

| 4 2B |

| 7 2B |

| 2 2B |

| 1 2B |

| 9 1B |

| 8 1B |

| 9 1C |

| 2 1B |

| 1 1B |

| 8 H |

| 3 H |

| 3 4B |

| 5 3C |

| 2 3B |

| 4 3B |

| 1 3B |

| 12 2K |

| 12 3B |

| 8 4B |

| 11 4B |

| 1 5B |

| 11 4B |

| 11 5B |

| 4 6C |

| 5 6C |

| 4 6C |

| 6 5C |

| 4 5C |

| 3 5C |

| 8 4B |

| 12 4B |

| 9 4B |

| 14 4C |

| 2 5C |

| - 4C |

| 4 5C |

| 12 5C |

| 4 5C |

| 5 5D |

| 3 5C |

| HS 5B |

| Tweede klasse   | Derde klasse | Vierde klasse     | Vijfde klasse     |
| Hoofdklasse FVB | Zesde klasse | Eerste klasse FVB | Tweede klasse FVB |

In elke staaf van de grafiek staat van boven naar beneden vermeld: 
- Eindnotering

Dit is de positie die de club heeft bereikt in de competitie, zonder eventuele beslissings-, play-off- of nacompetitiewedstrijden die nodig zijn geweest om bijvoorbeeld de kampioen van de competitie te bepalen.
Indien een * achter het getal staat is de notering een tussenstand en kan het zijn dat de notering niet overeenkomt met de uiteindelijke eindstand van de competitie.
Staat er een - dan is het seizoen nog bezig en is er geen definitieve uitslag bekend.
Staat er xx op de positie van de notering, dan heeft de club vroegtijdig de competitie verlaten. Dit kan onder andere komen door terugtrekking van het team, faillissement van de club of door een uitgedeelde straf van de KNVB. In veel gevallen staat elders in het artikel de reden vermeld.
Staat er een ? dan is het resultaat uit het verleden onbekend, en is alleen de competitie of het niveau bekend van dat seizoen.
In de seizoenen 2019/20 en 2020/21 werd wegens de coronacrisis het amateurvoetbal afgebroken. Daardoor kennen deze staven geen eindklassering (middels -- weergegeven).
- Competitieniveau en afdelingsletter of Officiële eindstand Eredivisie
  - Competitieniveau en afdelingsletter

Hierbij geeft het getal het niveau weer, dat ook terug te vinden is in de legenda. De letter is de afdelingsaanduiding en wordt gebruikt wanneer er meer afdelingen zijn op hetzelfde niveau. De afdelingsletter is altijd een hoofdletter en wordt meestal zonder nummer gebruikt.
Voorbeeld: 2F is niveau 2e klasse competitie F.
Het competitieniveau en nummer wordt niet vermeld wanneer er slechts één competitie van dit niveau was.
  - Officiële eindstand Eredivisie (getal staat tussen haakjes vermeld)

Sinds de introductie van play-offwedstrijden voor Europees voetbal na afloop van de reguliere competitie in 2005/06, is de KNVB verplicht een eindstand van de Eredivisie door te geven aan de UEFA aan de hand van deze play-offwedstrijden.
Bij deze eindstand staan clubs die zich hebben gekwalificeerd voor Europees voetbal hoger dan clubs die zich niet wisten te kwalificeren. Indien er geen verschil was tussen de eindnotering en de officiële eindstand, staat dit getal niet vermeld.

- Onderafdeling

Hier staat afgekort de naam van de onderafdeling indien de club in dat jaar in een onderafdeling uitkwam. Tevens staat deze afkorting in de legenda en wordt gelinkt naar het artikel over deze onderafdeling. Deze afkorting wordt alleen vermeld wanneer de club in het verleden in verschillende onderafdelingen heeft gespeeld. Deze vermelding is in de staaf altijd in kleine letters. Deze onderafdelingen zijn na het seizoen 1995/96 afgeschaft. Heeft de club in slechts één onderafdeling gespeeld, dan is dit alleen terug te vinden in de legenda.
Onder de staaf staat het jaartal vermeld waarin het seizoen is afgesloten. 15 verwijst naar het seizoen 2014/15 of eventueel het seizoen 1914/15.
Wanneer een staaf leeg is, zijn deze gegevens niet bekend. Het kan ook zijn dat de club dat seizoen niet heeft meegespeeld op het hogere amateurniveau, vroegtijdig de competitie heeft verlaten of uit de competitie is gezet.

In het seizoen 1944/45 was er wegens de Tweede Wereldoorlog geen regulier competitievoetbal.